# جيمس لاهوات
جيمس لاهوات (مواليد 14 مايو 1959) هو ملاكم من فانواتو، مثّل بلاده في الألعاب الأولمبية الصيفية 1988.

## روابط خارجية
جيمس لاهوات على موقع أوليمبيديا (الإنجليزية)